# Liste des héritiers du trône de Portugal
Cet article donne la liste des héritiers du trône de Portugal depuis la fondation du royaume de Portugal en 1139 jusqu'à son abolition en 1910. Contrairement à d'autres monarchies européennes, loi salique n'existe pas dans les règles de succession au trône du Portugal, à la différence de la règle de primogéniture cognatique avec préférence masculine. Les héritiers ont porté les titres successifs de prince de Portugal entre 1433 et 1645, de prince du Brésil entre 1645 et 1815 et de prince royal entre 1815 et 1910.

## Liste des héritiers par dynastie
Le nom de la dynastie indiqué se réfère au souverain alors en place. Les héritiers peuvent appartenir à d'autres dynasties.
Les héritiers qui sont montés par la suite sur le trône sont indiqués en gras.

### Maison de Bourgogne (1139-1383)
| Héritier                                                                                 | Héritier                                       | Parenté avec le monarque | Devient héritier                       | Cesse d'être héritier                           | Durée                       | 2e dans l'ordre de succession parenté avec l'héritier, dates                                  | Nom du monarque dates de règne                    |
| Portrait                                                                                 | Nom                                            | Parenté avec le monarque | Devient héritier                       | Cesse d'être héritier                           | Durée                       | 2e dans l'ordre de succession parenté avec l'héritier, dates                                  | Nom du monarque dates de règne                    |
| ---------------------------------------------------------------------------------------- | ---------------------------------------------- | ------------------------ | -------------------------------------- | ----------------------------------------------- | --------------------------- | --------------------------------------------------------------------------------------------- | ------------------------------------------------- |
|                                                                                          | Urraque                                        | sœur                     | 26 juillet 1139 avènement de son frère | 5 mars 1147 naissance de son neveu              | 7 ans, 7 mois et 7 jours    | Sancha sa sœur                                                                                | Alphonse Ier (26 juillet 1139 - 6 décembre 1185)  |
|                                                                                          | Henri                                          | fils                     | 5 mars 1147 sa naissance               | 7 octobre 1155 son décès                        | 8 ans, 7 mois et 2 jours    | Urraque sa tante (5 mars 1147 - vers 1148)                                                    | Alphonse Ier (26 juillet 1139 - 6 décembre 1185)  |
| Urraque sa sœur (vers 1148 - 11 novembre 1154)                                           | Henri                                          | fils                     | 5 mars 1147 sa naissance               | 7 octobre 1155 son décès                        | 8 ans, 7 mois et 2 jours    |                                                                                               | Alphonse Ier (26 juillet 1139 - 6 décembre 1185)  |
| Sanche son frère (11 novembre 1154 - 7 octobre 1155)                                     | Henri                                          | fils                     | 5 mars 1147 sa naissance               | 7 octobre 1155 son décès                        | 8 ans, 7 mois et 2 jours    |                                                                                               | Alphonse Ier (26 juillet 1139 - 6 décembre 1185)  |
|                                                                                          | Sanche futur Sanche Ier                        | fils                     | 7 octobre 1155 décès de son frère      | 6 décembre 1185 son avènement                   | 30 ans, 1 mois et 29 jours  | Urraque sa sœur (7 octobre 1155 - vers 1156)                                                  | Alphonse Ier (26 juillet 1139 - 6 décembre 1185)  |
| Jean son frère (vers 1156 - 25 août 1164)                                                | Sanche futur Sanche Ier                        | fils                     | 7 octobre 1155 décès de son frère      | 6 décembre 1185 son avènement                   | 30 ans, 1 mois et 29 jours  |                                                                                               | Alphonse Ier (26 juillet 1139 - 6 décembre 1185)  |
| Urraque, reine de León sa sœur (25 août 1164 - 4 octobre 1176)                           | Sanche futur Sanche Ier                        | fils                     | 7 octobre 1155 décès de son frère      | 6 décembre 1185 son avènement                   | 30 ans, 1 mois et 29 jours  |                                                                                               | Alphonse Ier (26 juillet 1139 - 6 décembre 1185)  |
| Thérèse sa fille (4 octobre 1176 - 23 avril 1185)                                        | Sanche futur Sanche Ier                        | fils                     | 7 octobre 1155 décès de son frère      | 6 décembre 1185 son avènement                   | 30 ans, 1 mois et 29 jours  |                                                                                               | Alphonse Ier (26 juillet 1139 - 6 décembre 1185)  |
| Alphonse son fils (23 avril - 6 décembre 1185)                                           | Sanche futur Sanche Ier                        | fils                     | 7 octobre 1155 décès de son frère      | 6 décembre 1185 son avènement                   | 30 ans, 1 mois et 29 jours  |                                                                                               | Alphonse Ier (26 juillet 1139 - 6 décembre 1185)  |
|                                                                                          | Alphonse futur Alphonse II                     | fils                     | 6 décembre 1185 avènement de son père  | 26 mars 1211 son avènement                      | 25 ans, 3 mois et 20 jours  | Thérèse sa sœur (6 décembre 1185 - 23 février 1187)                                           | Sanche Ier (6 décembre 1185 - 26 mars 1211)       |
| Pierre son frère (23 février 1187 - 8 septembre 1209)                                    | Alphonse futur Alphonse II                     | fils                     | 6 décembre 1185 avènement de son père  | 26 mars 1211 son avènement                      | 25 ans, 3 mois et 20 jours  |                                                                                               | Sanche Ier (6 décembre 1185 - 26 mars 1211)       |
| Sanche son fils (8 septembre 1209 - 26 mars 1211)                                        | Alphonse futur Alphonse II                     | fils                     | 6 décembre 1185 avènement de son père  | 26 mars 1211 son avènement                      | 25 ans, 3 mois et 20 jours  |                                                                                               | Sanche Ier (6 décembre 1185 - 26 mars 1211)       |
|                                                                                          | Sanche futur Sanche II                         | fils                     | 26 mars 1211 avènement de son père     | 25 mars 1223 son avènement                      | 11 ans, 11 mois et 27 jours | Alphonse son frère                                                                            | Alphonse II (26 mars 1211 - 25 mars 1223)         |
|                                                                                          | Alphonse, comte de Boulogne futur Alphonse III | frère                    | 25 mars 1223 avènement de son frère    | 4 janvier 1248 son avènement                    | 24 ans, 9 mois et 10 jours  | Ferdinand, seigneur de Serpa son frère (25 mars 1223 - 19 janvier 1246)                       | Sanche II (25 mars 1223 - 4 janvier 1248)         |
| Pierre son oncle (19 janvier 1246 - 4 janvier 1248)                                      | Alphonse, comte de Boulogne futur Alphonse III | frère                    | 25 mars 1223 avènement de son frère    | 4 janvier 1248 son avènement                    | 24 ans, 9 mois et 10 jours  |                                                                                               | Sanche II (25 mars 1223 - 4 janvier 1248)         |
|                                                                                          | Pierre, seigneur de Majorque                   | oncle                    | 4 janvier 1248 avènement de son neveu  | 2 juin 1258 son décès                           | 10 ans, 4 mois et 29 jours  | Thérèse sa sœur (4 janvier 1248 - 18 juin 1250)                                               | Alphonse III (4 janvier 1248 - 16 février 1279)   |
| Mafalda sa sœur (18 juin 1250 - 1er mai 1256)                                            | Pierre, seigneur de Majorque                   | oncle                    | 4 janvier 1248 avènement de son neveu  | 2 juin 1258 son décès                           | 10 ans, 4 mois et 29 jours  |                                                                                               | Alphonse III (4 janvier 1248 - 16 février 1279)   |
| Sophie de Danemark sa petite-nièce (1er mai 1256 - 2 juin 1258)                          | Pierre, seigneur de Majorque                   | oncle                    | 4 janvier 1248 avènement de son neveu  | 2 juin 1258 son décès                           | 10 ans, 4 mois et 29 jours  |                                                                                               | Alphonse III (4 janvier 1248 - 16 février 1279)   |
|                                                                                          | Sophie de Danemark                             | cousine                  | 2 juin 1258 décès de son grand-oncle   | 25 février 1259 naissance de sa cousine         | 8 mois et 23 jours          | Ingeborg de Danemark sa sœur                                                                  | Alphonse III (4 janvier 1248 - 16 février 1279)   |
|                                                                                          | Blanche                                        | fille                    | 25 février 1259 sa naissance           | 9 octobre 1261 naissance de son frère           | 2 ans, 7 mois et 14 jours   | Sophie de Danemark, reine de Suède sa cousine                                                 | Alphonse III (4 janvier 1248 - 16 février 1279)   |
|                                                                                          | Denis futur Denis Ier                          | fils                     | 9 octobre 1261 sa naissance            | 16 février 1279 son avènement                   | 17 ans, 4 mois et 7 jours   | Blanche, dame de Montemor-o-Velho sa sœur (9 octobre 1261 - 8 février 1263)                   | Alphonse III (4 janvier 1248 - 16 février 1279)   |
| Alphonse, seigneur de Portalegre son frère (8 février 1263 - 16 février 1279)            | Denis futur Denis Ier                          | fils                     | 9 octobre 1261 sa naissance            | 16 février 1279 son avènement                   | 17 ans, 4 mois et 7 jours   |                                                                                               | Alphonse III (4 janvier 1248 - 16 février 1279)   |
|                                                                                          | Alphonse, seigneur de Portalegre               | frère                    | 16 février 1279 avènement de son frère | 3 janvier 1290 naissance de sa nièce            | 10 ans, 10 mois et 18 jours | Blanche, dame de Montemor-o-Velho sa sœur (16 février 1279 - vers 1288)                       | Denis Ier (16 février 1279 - 7 janvier 1325)      |
| Alphonse, seigneur de Leiria son fils (vers 1288 - 3 janvier 1290)                       | Alphonse, seigneur de Portalegre               | frère                    | 16 février 1279 avènement de son frère | 3 janvier 1290 naissance de sa nièce            | 10 ans, 10 mois et 18 jours |                                                                                               | Denis Ier (16 février 1279 - 7 janvier 1325)      |
|                                                                                          | Constance                                      | fille                    | 3 janvier 1290 sa naissance            | 8 février 1291 naissance de son frère           | 1 an, 1 mois et 5 jours     | Alphonse, seigneur de Portalegre son oncle                                                    | Denis Ier (16 février 1279 - 7 janvier 1325)      |
|                                                                                          | Alphonse futur Alphonse IV                     | fils                     | 8 février 1291 sa naissance            | 7 janvier 1325 son avènement                    | 33 ans, 10 mois et 30 jours | Constance, reine de Castille sa sœur (8 février 1291 - 9 février 1313)                        | Denis Ier (16 février 1279 - 7 janvier 1325)      |
| Marie sa fille (9 février 1313 - 12 janvier 1315)                                        | Alphonse futur Alphonse IV                     | fils                     | 8 février 1291 sa naissance            | 7 janvier 1325 son avènement                    | 33 ans, 10 mois et 30 jours |                                                                                               | Denis Ier (16 février 1279 - 7 janvier 1325)      |
| Alphonse son fils (12 janvier 1315 - après le 12 février 1317)                           | Alphonse futur Alphonse IV                     | fils                     | 8 février 1291 sa naissance            | 7 janvier 1325 son avènement                    | 33 ans, 10 mois et 30 jours |                                                                                               | Denis Ier (16 février 1279 - 7 janvier 1325)      |
| Denis son fils (après le 12 février 1317 - 1318)                                         | Alphonse futur Alphonse IV                     | fils                     | 8 février 1291 sa naissance            | 7 janvier 1325 son avènement                    | 33 ans, 10 mois et 30 jours |                                                                                               | Denis Ier (16 février 1279 - 7 janvier 1325)      |
| Marie sa fille (1318 - 8 avril 1320)                                                     | Alphonse futur Alphonse IV                     | fils                     | 8 février 1291 sa naissance            | 7 janvier 1325 son avènement                    | 33 ans, 10 mois et 30 jours |                                                                                               | Denis Ier (16 février 1279 - 7 janvier 1325)      |
| Pierre son fils (8 avril 1320 - 7 janvier 1325)                                          | Alphonse futur Alphonse IV                     | fils                     | 8 février 1291 sa naissance            | 7 janvier 1325 son avènement                    | 33 ans, 10 mois et 30 jours |                                                                                               | Denis Ier (16 février 1279 - 7 janvier 1325)      |
|                                                                                          | Pierre futur Pierre Ier                        | fils                     | 7 janvier 1325 avènement de son père   | 28 mai 1357 son avènement                       | 32 ans, 4 mois et 21 jours  | Marie sa sœur (7 janvier 1325 - 23 septembre 1326)                                            | Alphonse IV (7 janvier 1325 - 28 mai 1357)        |
| Jean son frère (23 septembre 1326 - 21 juin 1327)                                        | Pierre futur Pierre Ier                        | fils                     | 7 janvier 1325 avènement de son père   | 28 mai 1357 son avènement                       | 32 ans, 4 mois et 21 jours  |                                                                                               | Alphonse IV (7 janvier 1325 - 28 mai 1357)        |
| Marie, reine de Castille sa sœur (21 juin 1327 - 6 avril 1342)                           | Pierre futur Pierre Ier                        | fils                     | 7 janvier 1325 avènement de son père   | 28 mai 1357 son avènement                       | 32 ans, 4 mois et 21 jours  |                                                                                               | Alphonse IV (7 janvier 1325 - 28 mai 1357)        |
| Marie sa fille (6 avril 1342 - 31 octobre 1345)                                          | Pierre futur Pierre Ier                        | fils                     | 7 janvier 1325 avènement de son père   | 28 mai 1357 son avènement                       | 32 ans, 4 mois et 21 jours  |                                                                                               | Alphonse IV (7 janvier 1325 - 28 mai 1357)        |
| Ferdinand son fils (31 octobre 1345 - 28 mai 1357)                                       | Pierre futur Pierre Ier                        | fils                     | 7 janvier 1325 avènement de son père   | 28 mai 1357 son avènement                       | 32 ans, 4 mois et 21 jours  |                                                                                               | Alphonse IV (7 janvier 1325 - 28 mai 1357)        |
|                                                                                          | Ferdinand futur Ferdinand Ier                  | fils                     | 28 mai 1357 avènement de son père      | 18 janvier 1367 son avènement                   | 9 ans, 7 mois et 21 jours   | Marie, marquise de Tortosa sa sœur                                                            | Pierre Ier (28 mai 1357 - 18 janvier 1367)        |
|                                                                                          | Marie                                          | sœur                     | 18 janvier 1367 avènement de son frère | février 1373 naissance de sa nièce              | environ 6 ans et 1 mois     | Pierre, roi de Castille son cousin (18 janvier 1367 - 23 mars 1369)                           | Ferdinand Ier (18 janvier 1367 - 22 octobre 1383) |
| Béatrice de Castille sa cousine (23 mars 1369 - 1369)                                    | Marie                                          | sœur                     | 18 janvier 1367 avènement de son frère | février 1373 naissance de sa nièce              | environ 6 ans et 1 mois     |                                                                                               | Ferdinand Ier (18 janvier 1367 - 22 octobre 1383) |
| Constance de Castille, duchesse de Lancastre sa cousine (1369 - février 1373)            | Marie                                          | sœur                     | 18 janvier 1367 avènement de son frère | février 1373 naissance de sa nièce              | environ 6 ans et 1 mois     |                                                                                               | Ferdinand Ier (18 janvier 1367 - 22 octobre 1383) |
|                                                                                          | Béatrice                                       | fille                    | février 1373 sa naissance              | 19 juillet 1382 naissance de son frère          | environ 9 ans et 5 mois     | Marie sa tante (février 1373 - après 1375)                                                    | Ferdinand Ier (18 janvier 1367 - 22 octobre 1383) |
| Constance de Castille, duchesse de Lancastre sa cousine (après 1375 - 19 juillet 1382)   | Béatrice                                       | fille                    | février 1373 sa naissance              | 19 juillet 1382 naissance de son frère          | environ 9 ans et 5 mois     |                                                                                               | Ferdinand Ier (18 janvier 1367 - 22 octobre 1383) |
|                                                                                          | Alphonse                                       | fils                     | 19 juillet 1382 sa naissance           | 23 juillet 1382 son décès                       | 4 jours                     | Béatrice sa sœur                                                                              | Ferdinand Ier (18 janvier 1367 - 22 octobre 1383) |
|                                                                                          | Béatrice, reine de Castille                    | fille                    | 23 juillet 1382 décès de son frère     | 22 octobre 1383 début de l'Interrègne portugais | 1 an, 2 mois et 29 jours    | Constance de Castille, duchesse de Lancastre sa cousine (23 juillet 1382 - 22 septembre 1383) | Ferdinand Ier (18 janvier 1367 - 22 octobre 1383) |
| Isabelle sa sœur (22 septembre 1383)                                                     | Béatrice, reine de Castille                    | fille                    | 23 juillet 1382 décès de son frère     | 22 octobre 1383 début de l'Interrègne portugais | 1 an, 2 mois et 29 jours    |                                                                                               | Ferdinand Ier (18 janvier 1367 - 22 octobre 1383) |
| Constance de Castille, duchesse de Lancastre sa cousine (22 septembre - 22 octobre 1383) | Béatrice, reine de Castille                    | fille                    | 23 juillet 1382 décès de son frère     | 22 octobre 1383 début de l'Interrègne portugais | 1 an, 2 mois et 29 jours    |                                                                                               | Ferdinand Ier (18 janvier 1367 - 22 octobre 1383) |

### Maison d'Aviz (1385-1580)

#### Branche directe (1385-1495)
| Héritier                                                        | Héritier                                        | Parenté avec le monarque                        | Devient héritier                                | Cesse d'être héritier                           | Durée                                           | 2e dans l'ordre de succession parenté avec l'héritier, dates       | Nom du monarque dates de règne                   |
| Portrait                                                        | Nom                                             | Parenté avec le monarque                        | Devient héritier                                | Cesse d'être héritier                           | Durée                                           | 2e dans l'ordre de succession parenté avec l'héritier, dates       | Nom du monarque dates de règne                   |
| --------------------------------------------------------------- | ----------------------------------------------- | ----------------------------------------------- | ----------------------------------------------- | ----------------------------------------------- | ----------------------------------------------- | ------------------------------------------------------------------ | ------------------------------------------------ |
| Aucun héritier (6 avril 1385 - 13 juillet 1388)                 | Aucun héritier (6 avril 1385 - 13 juillet 1388) | Aucun héritier (6 avril 1385 - 13 juillet 1388) | Aucun héritier (6 avril 1385 - 13 juillet 1388) | Aucun héritier (6 avril 1385 - 13 juillet 1388) | Aucun héritier (6 avril 1385 - 13 juillet 1388) | Aucun héritier (6 avril 1385 - 13 juillet 1388)                    | Jean Ier (6 avril 1385 - 14 août 1433)           |
|                                                                 | Blanche                                         | fille                                           | 13 juillet 1388 sa naissance                    | 6 mars 1389 son décès                           | 7 mois et 21 jours                              | aucun                                                              | Jean Ier (6 avril 1385 - 14 août 1433)           |
| Aucun héritier (6 mars 1389 - 30 juillet 1390)                  |                                                 |                                                 |                                                 |                                                 |                                                 |                                                                    | Jean Ier (6 avril 1385 - 14 août 1433)           |
|                                                                 | Alphonse                                        | fils                                            | 30 juillet 1390 sa naissance                    | 22 décembre 1400 son décès                      | 10 ans, 4 mois et 22 jours                      | aucun (30 juillet 1390 - 31 octobre 1391)                          | Jean Ier (6 avril 1385 - 14 août 1433)           |
| Édouard son frère (31 octobre 1391 - 22 décembre 1400)          | Alphonse                                        | fils                                            | 30 juillet 1390 sa naissance                    | 22 décembre 1400 son décès                      | 10 ans, 4 mois et 22 jours                      |                                                                    | Jean Ier (6 avril 1385 - 14 août 1433)           |
|                                                                 | Édouard futur Édouard Ier                       | fils                                            | 22 décembre 1400 décès de son frère             | 14 août 1433 son avènement                      | 32 ans, 7 mois et 23 jours                      | Pierre, duc de Coimbra son frère (22 décembre 1400 - octobre 1429) | Jean Ier (6 avril 1385 - 14 août 1433)           |
| Jean son fils (octobre 1429 - avant le 14 août 1433)            | Édouard futur Édouard Ier                       | fils                                            | 22 décembre 1400 décès de son frère             | 14 août 1433 son avènement                      | 32 ans, 7 mois et 23 jours                      |                                                                    | Jean Ier (6 avril 1385 - 14 août 1433)           |
| Alphonse son fils (avant le 14 août 1433 - 14 août 1433)        | Édouard futur Édouard Ier                       | fils                                            | 22 décembre 1400 décès de son frère             | 14 août 1433 son avènement                      | 32 ans, 7 mois et 23 jours                      |                                                                    | Jean Ier (6 avril 1385 - 14 août 1433)           |
|                                                                 | Alphonse, prince de Portugal futur Alphonse V   | fils                                            | 14 août 1433 avènement de son père              | 9 septembre 1438 son avènement                  | 5 ans et 26 jours                               | Philippa sa sœur (14 août - 17 novembre 1433)                      | Édouard Ier (14 août 1433 - 9 septembre 1438)    |
| Ferdinand son frère (17 novembre 1433 - 9 septembre 1438)       | Alphonse, prince de Portugal futur Alphonse V   | fils                                            | 14 août 1433 avènement de son père              | 9 septembre 1438 son avènement                  | 5 ans et 26 jours                               |                                                                    | Édouard Ier (14 août 1433 - 9 septembre 1438)    |
|                                                                 | Ferdinand, prince de Portugal                   | frère                                           | 9 septembre 1438 avènement de son frère         | 29 janvier 1451 naissance de son neveu          | 12 ans, 4 mois et 20 jours                      | Philippa sa sœur (9 septembre 1438 - 24 mars 1439)                 | Alphonse V (9 septembre 1438 - 11 novembre 1477) |
| Éléonore sa sœur (24 mars 1439 - vers 1448)                     | Ferdinand, prince de Portugal                   | frère                                           | 9 septembre 1438 avènement de son frère         | 29 janvier 1451 naissance de son neveu          | 12 ans, 4 mois et 20 jours                      |                                                                    | Alphonse V (9 septembre 1438 - 11 novembre 1477) |
| Jean son fils (vers 1448 - 29 janvier 1451)                     | Ferdinand, prince de Portugal                   | frère                                           | 9 septembre 1438 avènement de son frère         | 29 janvier 1451 naissance de son neveu          | 12 ans, 4 mois et 20 jours                      |                                                                    | Alphonse V (9 septembre 1438 - 11 novembre 1477) |
|                                                                 | Jean, prince de Portugal                        | fils                                            | 29 janvier 1451 sa naissance                    | février 1451 son décès                          | quelques jours                                  | Ferdinand son oncle                                                | Alphonse V (9 septembre 1438 - 11 novembre 1477) |
|                                                                 | Ferdinand, prince de Portugal                   | frère                                           | février 1451 décès de son neveu                 | 6 février 1452 naissance de sa nièce            | environ 1 an                                    | Jean son fils                                                      | Alphonse V (9 septembre 1438 - 11 novembre 1477) |
|                                                                 | Jeanne, princesse de Portugal                   | fille                                           | 6 février 1452 sa naissance                     | 3 mars 1455 naissance de son frère              | 3 ans et 25 jours                               | Ferdinand, duc de Beja son oncle                                   | Alphonse V (9 septembre 1438 - 11 novembre 1477) |
|                                                                 | Jean, prince de Portugal futur Jean II          | fils                                            | 3 mars 1455 sa naissance                        | 11 novembre 1477 son avènement                  | 22 ans, 8 mois et 8 jours                       | Jeanne sa sœur (3 mars 1455 - 18 mai 1475)                         | Alphonse V (9 septembre 1438 - 11 novembre 1477) |
| Alphonse son fils (18 mai 1475 - 11 novembre 1477)              | Jean, prince de Portugal futur Jean II          | fils                                            | 3 mars 1455 sa naissance                        | 11 novembre 1477 son avènement                  | 22 ans, 8 mois et 8 jours                       |                                                                    | Alphonse V (9 septembre 1438 - 11 novembre 1477) |
|                                                                 | Alphonse, prince de Portugal                    | fils                                            | 11 novembre 1477 avènement de son père          | 15 novembre 1477 restauration d'Alphonse V      | 4 jours                                         | Jeanne sa tante                                                    | Jean II (11 - 15 novembre 1477)                  |
|                                                                 | Jean, prince de Portugal futur Jean II          | fils                                            | 15 novembre 1477 restauration de son père       | 28 août 1481 son avènement                      | 3 ans, 9 mois et 13 jours                       | Alphonse son fils                                                  | Alphonse V (15 novembre 1477 - 28 août 1481)     |
|                                                                 | Alphonse, prince de Portugal                    | fils                                            | 28 août 1481 restauration de son père           | 13 juillet 1491 son décès                       | 9 ans, 10 mois et 15 jours                      | Jeanne sa tante (28 août 1481 - 12 mai 1490)                       | Jean II (28 août 1481 - 25 octobre 1495)         |
| Manuel, duc de Viseu son cousin (12 mai 1490 - 13 juillet 1491) | Alphonse, prince de Portugal                    | fils                                            | 28 août 1481 restauration de son père           | 13 juillet 1491 son décès                       | 9 ans, 10 mois et 15 jours                      |                                                                    | Jean II (28 août 1481 - 25 octobre 1495)         |
|                                                                 | Manuel, duc de Viseu futur Manuel Ier           | cousin                                          | 13 juillet 1491 décès de son cousin             | 25 octobre 1495 son avènement                   | 4 ans, 3 mois et 12 jours                       | Éléonore de Viseu, reine de Portugal sa sœur                       | Jean II (28 août 1481 - 25 octobre 1495)         |

#### Branche de Beja (1495-1580)
| Héritier                                                                           | Héritier                                           | Parenté avec le monarque | Devient héritier                         | Cesse d'être héritier                                      | Durée                      | 2e dans l'ordre de succession parenté avec l'héritier, dates             | Nom du monarque dates de règne                  |
| Portrait                                                                           | Nom                                                | Parenté avec le monarque | Devient héritier                         | Cesse d'être héritier                                      | Durée                      | 2e dans l'ordre de succession parenté avec l'héritier, dates             | Nom du monarque dates de règne                  |
| ---------------------------------------------------------------------------------- | -------------------------------------------------- | ------------------------ | ---------------------------------------- | ---------------------------------------------------------- | -------------------------- | ------------------------------------------------------------------------ | ----------------------------------------------- |
|                                                                                    | Éléonore de Viseu                                  | sœur                     | 25 octobre 1495 avènement de son frère   | 23 août 1498 naissance de son neveu                        | 2 ans, 9 mois et 29 jours  | Isabelle de Viseu sa sœur                                                | Manuel Ier (25 octobre 1495 - 13 décembre 1521) |
|                                                                                    | Michel, prince de Portugal                         | fils                     | 23 août 1498 sa naissance                | 19 juillet 1500 son décès                                  | 1 an, 10 mois et 26 jours  | Éléonore de Viseu sa tante                                               | Manuel Ier (25 octobre 1495 - 13 décembre 1521) |
|                                                                                    | Éléonore de Viseu                                  | sœur                     | 19 juillet 1500 décès de son neveu       | 6 juin 1502 naissance de son neveu                         | 3 ans, 10 mois et 18 jours | Isabelle de Viseu sa sœur                                                | Manuel Ier (25 octobre 1495 - 13 décembre 1521) |
|                                                                                    | Jean, prince de Portugal futur Jean III            | fils                     | 6 juin 1502 sa naissance                 | 13 décembre 1521 son avènement                             | 19 ans, 6 mois et 7 jours  | Éléonore de Viseu sa tante (6 juin 1502 - 24 octobre 1503)               | Manuel Ier (25 octobre 1495 - 13 décembre 1521) |
| Isabelle sa sœur (24 octobre 1503 - 3 mars 1506)                                   | Jean, prince de Portugal futur Jean III            | fils                     | 6 juin 1502 sa naissance                 | 13 décembre 1521 son avènement                             | 19 ans, 6 mois et 7 jours  |                                                                          | Manuel Ier (25 octobre 1495 - 13 décembre 1521) |
| Louis, duc de Beja son frère (3 mars 1506 - 13 décembre 1521)                      | Jean, prince de Portugal futur Jean III            | fils                     | 6 juin 1502 sa naissance                 | 13 décembre 1521 son avènement                             | 19 ans, 6 mois et 7 jours  |                                                                          | Manuel Ier (25 octobre 1495 - 13 décembre 1521) |
|                                                                                    | Louis, duc de Beja                                 | frère                    | 13 décembre 1521 avènement de son frère  | 24 février 1526 naissance de son neveu                     | 4 ans, 2 mois et 11 jours  | Ferdinand son frère                                                      | Jean III (13 décembre 1521 - 11 juin 1557)      |
|                                                                                    | Alphonse, prince de Portugal                       | fils                     | 24 février 1526 sa naissance             | 12 avril 1526 son décès                                    | 1 mois et 19 jours         | Louis, duc de Beja son oncle                                             | Jean III (13 décembre 1521 - 11 juin 1557)      |
|                                                                                    | Louis, duc de Beja                                 | frère                    | 12 avril 1526 décès de son neveu         | 15 octobre 1527 naissance de sa nièce                      | 1 an, 6 mois et 3 jours    | Ferdinand son frère                                                      | Jean III (13 décembre 1521 - 11 juin 1557)      |
|                                                                                    | Marie-Manuelle, princesse de Portugal              | fille                    | 15 octobre 1527 sa naissance             | 11 novembre 1531 naissance de son frère                    | 4 ans et 27 jours          | Louis, duc de Beja son oncle (15 octobre 1527 - 28 avril 1529)           | Jean III (13 décembre 1521 - 11 juin 1557)      |
| Isabelle sa sœur (28 avril 1529)                                                   | Marie-Manuelle, princesse de Portugal              | fille                    | 15 octobre 1527 sa naissance             | 11 novembre 1531 naissance de son frère                    | 4 ans et 27 jours          |                                                                          | Jean III (13 décembre 1521 - 11 juin 1557)      |
| Louis, duc de Beja son oncle (28 avril 1529 - 15 février 1530)                     | Marie-Manuelle, princesse de Portugal              | fille                    | 15 octobre 1527 sa naissance             | 11 novembre 1531 naissance de son frère                    | 4 ans et 27 jours          |                                                                          | Jean III (13 décembre 1521 - 11 juin 1557)      |
| Béatrice sa sœur (15 février 1530)                                                 | Marie-Manuelle, princesse de Portugal              | fille                    | 15 octobre 1527 sa naissance             | 11 novembre 1531 naissance de son frère                    | 4 ans et 27 jours          |                                                                          | Jean III (13 décembre 1521 - 11 juin 1557)      |
| Louis, duc de Beja son oncle (15 février 1530 - 11 novembre 1531)                  | Marie-Manuelle, princesse de Portugal              | fille                    | 15 octobre 1527 sa naissance             | 11 novembre 1531 naissance de son frère                    | 4 ans et 27 jours          |                                                                          | Jean III (13 décembre 1521 - 11 juin 1557)      |
|                                                                                    | Manuel, prince de Portugal                         | fils                     | 11 novembre 1531 sa naissance            | 14 avril 1537 son décès                                    | 5 ans, 5 mois et 3 jours   | Marie-Manuelle sa sœur (11 novembre 1531 - 25 mars 1533)                 | Jean III (13 décembre 1521 - 11 juin 1557)      |
| Philippe son frère (25 mars 1533 - 14 avril 1537)                                  | Manuel, prince de Portugal                         | fils                     | 11 novembre 1531 sa naissance            | 14 avril 1537 son décès                                    | 5 ans, 5 mois et 3 jours   |                                                                          | Jean III (13 décembre 1521 - 11 juin 1557)      |
|                                                                                    | Philippe, prince de Portugal                       | fils                     | 14 avril 1537 décès de son frère         | 29 avril 1539 son décès                                    | 2 ans et 15 jours          | Marie-Manuelle sa sœur (14 avril - 3 juin 1537)                          | Jean III (13 décembre 1521 - 11 juin 1557)      |
| Jean-Manuel son frère (3 juin 1537 - 29 avril 1539)                                | Philippe, prince de Portugal                       | fils                     | 14 avril 1537 décès de son frère         | 29 avril 1539 son décès                                    | 2 ans et 15 jours          |                                                                          | Jean III (13 décembre 1521 - 11 juin 1557)      |
|                                                                                    | Jean-Manuel, prince de Portugal                    | fils                     | 29 avril 1539 décès de son frère         | 2 janvier 1554 son décès                                   | 14 ans, 8 mois et 4 jours  | Antoine son frère (29 avril 1539 - 20 janvier 1540)                      | Jean III (13 décembre 1521 - 11 juin 1557)      |
| Marie-Manuelle, princesse des Asturies sa sœur (20 janvier 1540 - 12 juillet 1545) | Jean-Manuel, prince de Portugal                    | fils                     | 29 avril 1539 décès de son frère         | 2 janvier 1554 son décès                                   | 14 ans, 8 mois et 4 jours  |                                                                          | Jean III (13 décembre 1521 - 11 juin 1557)      |
| Charles d'Autriche son neveu (12 juillet 1545 - 2 janvier 1554)                    | Jean-Manuel, prince de Portugal                    | fils                     | 29 avril 1539 décès de son frère         | 2 janvier 1554 son décès                                   | 14 ans, 8 mois et 4 jours  |                                                                          | Jean III (13 décembre 1521 - 11 juin 1557)      |
|                                                                                    | Charles d'Autriche                                 | petit-fils               | 2 janvier 1554 décès de son oncle        | 20 janvier 1554 naissance de son cousin                    | 18 jours                   | Henri, cardinal-archevêque d'Évora son grand-oncle                       | Jean III (13 décembre 1521 - 11 juin 1557)      |
|                                                                                    | Sébastien, prince de Portugal futur Sébastien Ier  | petit-fils               | 20 janvier 1554 sa naissance             | 11 juin 1557 son avènement                                 | 3 ans, 4 mois et 22 jours  | Charles d'Autriche, prince des Asturies son cousin                       | Jean III (13 décembre 1521 - 11 juin 1557)      |
|                                                                                    | Charles d'Autriche, prince des Asturies            | cousin                   | 11 juin 1557 avènement de son cousin     | 24 juillet 1568 son décès                                  | 11 ans, 1 mois et 13 jours | Henri, cardinal-archevêque de Lisbonne son grand-oncle                   | Sébastien Ier (11 juin 1557 - 4 août 1578)      |
|                                                                                    | Henri, cardinal-archevêque d'Évora futur Henri Ier | grand-oncle              | 24 juillet 1568 décès de son petit-neveu | 4 août 1578 son avènement                                  | 10 ans et 11 jours         | Édouard, duc de Guimarães son neveu (24 juillet 1568 - 28 novembre 1576) | Sébastien Ier (11 juin 1557 - 4 août 1578)      |
| Marie de Guimarães sa nièce (28 novembre 1576 - 7 septembre 1577)                  | Henri, cardinal-archevêque d'Évora futur Henri Ier | grand-oncle              | 24 juillet 1568 décès de son petit-neveu | 4 août 1578 son avènement                                  | 10 ans et 11 jours         |                                                                          | Sébastien Ier (11 juin 1557 - 4 août 1578)      |
| Ranuce Farnèse son petit-neveu (7 septembre 1577 - 4 août 1578)                    | Henri, cardinal-archevêque d'Évora futur Henri Ier | grand-oncle              | 24 juillet 1568 décès de son petit-neveu | 4 août 1578 son avènement                                  | 10 ans et 11 jours         |                                                                          | Sébastien Ier (11 juin 1557 - 4 août 1578)      |
|                                                                                    | Ranuce Farnèse                                     | petit-neveu              | 4 août 1578 avènement de son grand-oncle | 31 janvier 1580 début de la crise de succession portugaise | 1 an, 5 mois et 27 jours   | Édouard Farnèse son frère                                                | Henri Ier (4 août 1578 - 31 janvier 1580)       |

### Maison de Habsbourg (1580-1640)
Avec l'avènement de Philippe II d'Espagne sur le trône de Portugal le 12 septembre 1580, la liste des héritiers des trônes de Portugal, d'Espagne, de Haute-Navarre et de Sardaigne se confond jusqu'à la déchéance de Philippe III de Portugal le 1er décembre 1640. 
| Héritier                                                                                  | Héritier                                         | Parenté avec le monarque | Devient héritier                              | Cesse d'être héritier                   | Durée                       | 2e dans l'ordre de succession parenté avec l'héritier, dates                                     | Nom du monarque dates de règne                                               |
| Portrait                                                                                  | Nom                                              | Parenté avec le monarque | Devient héritier                              | Cesse d'être héritier                   | Durée                       | 2e dans l'ordre de succession parenté avec l'héritier, dates                                     | Nom du monarque dates de règne                                               |
| ----------------------------------------------------------------------------------------- | ------------------------------------------------ | ------------------------ | --------------------------------------------- | --------------------------------------- | --------------------------- | ------------------------------------------------------------------------------------------------ | ---------------------------------------------------------------------------- |
|                                                                                           | Diègue, prince de Portugal                       | fils                     | 12 septembre 1580 avènement de son père       | 21 novembre 1582 son décès              | 2 ans, 2 mois et 9 jours    | Philippe son frère                                                                               | Philippe Ier (Philippe II d'Espagne) (12 septembre 1580 - 13 septembre 1598) |
|                                                                                           | Philippe, prince de Portugal futur Philippe II   | fils                     | 21 novembre 1582 décès de son frère           | 13 septembre 1598 son avènement         | 15 ans, 9 mois et 23 jours  | Isabelle-Claire-Eugénie, souveraine des Pays-Bas sa demi-sœur                                    | Philippe Ier (Philippe II d'Espagne) (12 septembre 1580 - 13 septembre 1598) |
|                                                                                           | Isabelle-Claire-Eugénie, souveraine des Pays-Bas | demi-sœur                | 13 septembre 1598 avènement de son demi-frère | 22 septembre 1601 naissance de sa nièce | 3 ans et 9 jours            | Philippe-Emmanuel de Savoie, prince de Piémont son neveu                                         | Philippe II (Philippe III d'Espagne) (13 septembre 1598 - 31 mars 1621)      |
|                                                                                           | Anne                                             | fille                    | 22 septembre 1601 sa naissance                | 8 avril 1605 naissance de son frère     | 3 ans, 6 mois et 17 jours   | Isabelle-Claire-Eugénie, souveraine des Pays-Bas sa tante (22 septembre 1601 - 1er février 1603) | Philippe II (Philippe III d'Espagne) (13 septembre 1598 - 31 mars 1621)      |
| Marie sa sœur (1er - 2 février 1603)                                                      | Anne                                             | fille                    | 22 septembre 1601 sa naissance                | 8 avril 1605 naissance de son frère     | 3 ans, 6 mois et 17 jours   |                                                                                                  | Philippe II (Philippe III d'Espagne) (13 septembre 1598 - 31 mars 1621)      |
| Isabelle-Claire-Eugénie, souveraine des Pays-Bas sa tante (2 février 1603 - 8 avril 1605) | Anne                                             | fille                    | 22 septembre 1601 sa naissance                | 8 avril 1605 naissance de son frère     | 3 ans, 6 mois et 17 jours   |                                                                                                  | Philippe II (Philippe III d'Espagne) (13 septembre 1598 - 31 mars 1621)      |
|                                                                                           | Philippe, prince de Portugal futur Philippe III  | fils                     | 8 avril 1605 sa naissance                     | 31 mars 1621 son avènement              | 15 ans, 11 mois et 23 jours | Anne sa sœur (8 avril 1605 - 15 septembre 1607)                                                  | Philippe II (Philippe III d'Espagne) (13 septembre 1598 - 31 mars 1621)      |
| Charles son frère (15 septembre 1607 - 31 mars 1621)                                      | Philippe, prince de Portugal futur Philippe III  | fils                     | 8 avril 1605 sa naissance                     | 31 mars 1621 son avènement              | 15 ans, 11 mois et 23 jours |                                                                                                  | Philippe II (Philippe III d'Espagne) (13 septembre 1598 - 31 mars 1621)      |
|                                                                                           | Charles                                          | frère                    | 31 mars 1621 avènement de son frère           | 14 août 1621 naissance de sa nièce      | 4 mois et 14 jours          | Ferdinand, archevêque de Tolède son frère                                                        | Philippe III (Philippe IV d'Espagne) (31 mars 1621 - 1er décembre 1640)      |
|                                                                                           | Marie-Marguerite                                 | fille                    | 14 août 1621 sa naissance                     | 15 août 1621 son décès                  | 1 jour                      | Charles son oncle                                                                                | Philippe III (Philippe IV d'Espagne) (31 mars 1621 - 1er décembre 1640)      |
|                                                                                           | Charles                                          | frère                    | 15 août 1621 décès de sa nièce                | 25 novembre 1623 naissance de sa nièce  | 2 ans, 3 mois et 10 jours   | Ferdinand, archevêque de Tolède son frère                                                        | Philippe III (Philippe IV d'Espagne) (31 mars 1621 - 1er décembre 1640)      |
|                                                                                           | Marguerite-Marie-Catherine                       | fille                    | 25 novembre 1623 sa naissance                 | 22 décembre 1623 son décès              | 27 jours                    | Charles son oncle                                                                                | Philippe III (Philippe IV d'Espagne) (31 mars 1621 - 1er décembre 1640)      |
|                                                                                           | Charles                                          | frère                    | 22 décembre 1623 décès de sa nièce            | 21 novembre 1625 naissance de sa nièce  | 1 an, 10 mois et 30 jours   | Ferdinand, archevêque de Tolède son frère                                                        | Philippe III (Philippe IV d'Espagne) (31 mars 1621 - 1er décembre 1640)      |
|                                                                                           | Marie-Eugénie                                    | fille                    | 21 novembre 1625 sa naissance                 | 21 août 1627 son décès                  | 1 an et 9 mois              | Charles son oncle                                                                                | Philippe III (Philippe IV d'Espagne) (31 mars 1621 - 1er décembre 1640)      |
|                                                                                           | Charles                                          | frère                    | 21 août 1627 décès de sa nièce                | 31 octobre 1627 naissance de sa nièce   | 2 mois et 10 jours          | Ferdinand, archevêque de Tolède son frère                                                        | Philippe III (Philippe IV d'Espagne) (31 mars 1621 - 1er décembre 1640)      |
|                                                                                           | Isabelle-Marie-Thérèse                           | fille                    | 31 octobre 1627 sa naissance                  | 1er novembre 1627 son décès             | 1 jour                      | Charles son oncle                                                                                | Philippe III (Philippe IV d'Espagne) (31 mars 1621 - 1er décembre 1640)      |
|                                                                                           | Charles                                          | frère                    | 1er novembre 1627 décès de sa nièce           | 17 octobre 1629 naissance de son neveu  | 1 an, 11 mois et 16 jours   | Ferdinand, archevêque de Tolède son frère                                                        | Philippe III (Philippe IV d'Espagne) (31 mars 1621 - 1er décembre 1640)      |
|                                                                                           | Balthazar-Charles, prince de Portugal            | fils                     | 17 octobre 1629 sa naissance                  | 1er décembre 1640 avènement de Jean IV  | 11 ans, 1 mois et 14 jours  | Charles son oncle (17 octobre 1629 - 30 juillet 1632)                                            | Philippe III (Philippe IV d'Espagne) (31 mars 1621 - 1er décembre 1640)      |
| Ferdinand, archevêque de Tolède son oncle (30 juillet 1632 - 12 mars 1634)                | Balthazar-Charles, prince de Portugal            | fils                     | 17 octobre 1629 sa naissance                  | 1er décembre 1640 avènement de Jean IV  | 11 ans, 1 mois et 14 jours  |                                                                                                  | Philippe III (Philippe IV d'Espagne) (31 mars 1621 - 1er décembre 1640)      |
| François-Ferdinand son frère (12 mars 1634)                                               | Balthazar-Charles, prince de Portugal            | fils                     | 17 octobre 1629 sa naissance                  | 1er décembre 1640 avènement de Jean IV  | 11 ans, 1 mois et 14 jours  |                                                                                                  | Philippe III (Philippe IV d'Espagne) (31 mars 1621 - 1er décembre 1640)      |
| Ferdinand, archevêque de Tolède son oncle (12 mars 1634 - 17 janvier 1636)                | Balthazar-Charles, prince de Portugal            | fils                     | 17 octobre 1629 sa naissance                  | 1er décembre 1640 avènement de Jean IV  | 11 ans, 1 mois et 14 jours  |                                                                                                  | Philippe III (Philippe IV d'Espagne) (31 mars 1621 - 1er décembre 1640)      |
| Marie-Anne sa sœur (17 janvier - 5 décembre 1636)                                         | Balthazar-Charles, prince de Portugal            | fils                     | 17 octobre 1629 sa naissance                  | 1er décembre 1640 avènement de Jean IV  | 11 ans, 1 mois et 14 jours  |                                                                                                  | Philippe III (Philippe IV d'Espagne) (31 mars 1621 - 1er décembre 1640)      |
| Ferdinand, archevêque de Tolède son oncle (5 décembre 1636 - 10 septembre 1638)           | Balthazar-Charles, prince de Portugal            | fils                     | 17 octobre 1629 sa naissance                  | 1er décembre 1640 avènement de Jean IV  | 11 ans, 1 mois et 14 jours  |                                                                                                  | Philippe III (Philippe IV d'Espagne) (31 mars 1621 - 1er décembre 1640)      |
| Marie-Thérèse sa sœur (10 septembre 1638 - 1er décembre 1640)                             | Balthazar-Charles, prince de Portugal            | fils                     | 17 octobre 1629 sa naissance                  | 1er décembre 1640 avènement de Jean IV  | 11 ans, 1 mois et 14 jours  |                                                                                                  | Philippe III (Philippe IV d'Espagne) (31 mars 1621 - 1er décembre 1640)      |

### Maison de Bragance (1640-1853)
| Héritier                                                                                 | Héritier                                     | Parenté avec le monarque | Devient héritier                          | Cesse d'être héritier                          | Durée                      | 2e dans l'ordre de succession parenté avec l'héritier, dates                         | Nom du ou des monarques dates de règne                                                           |
| Portrait                                                                                 | Nom                                          | Parenté avec le monarque | Devient héritier                          | Cesse d'être héritier                          | Durée                      | 2e dans l'ordre de succession parenté avec l'héritier, dates                         | Nom du ou des monarques dates de règne                                                           |
| ---------------------------------------------------------------------------------------- | -------------------------------------------- | ------------------------ | ----------------------------------------- | ---------------------------------------------- | -------------------------- | ------------------------------------------------------------------------------------ | ------------------------------------------------------------------------------------------------ |
|                                                                                          | Théodose, prince du Brésil                   | fils                     | 1er décembre 1640 avènement de son père   | 13 mai 1653 son décès                          | 12 ans, 5 mois et 12 jours | Jeanne sa sœur (1er décembre 1640 - 21 août 1643)                                    | Jean IV (1er décembre 1640 - 6 novembre 1656)                                                    |
| Alphonse son frère (21 août 1643 - 13 mai 1653)                                          | Théodose, prince du Brésil                   | fils                     | 1er décembre 1640 avènement de son père   | 13 mai 1653 son décès                          | 12 ans, 5 mois et 12 jours |                                                                                      | Jean IV (1er décembre 1640 - 6 novembre 1656)                                                    |
|                                                                                          | Alphonse, prince du Brésil futur Alphonse VI | fils                     | 13 mai 1653 décès de son frère            | 6 novembre 1656 son avènement                  | 3 ans, 5 mois et 24 jours  | Pierre, duc de Beja son frère                                                        | Jean IV (1er décembre 1640 - 6 novembre 1656)                                                    |
|                                                                                          | Pierre, duc de Beja futur Pierre II          | frère                    | 6 novembre 1656 avènement de son frère    | 12 septembre 1683 son avènement                | 26 ans, 10 mois et 6 jours | Catherine sa sœur (6 novembre 1656 - 23 avril 1662)                                  | Alphonse VI (6 novembre 1656 - 12 septembre 1683)                                                |
| Nuno Álvares Pereira de Melo, duc de Cadaval son cousin (23 avril 1662 - 6 janvier 1669) | Pierre, duc de Beja futur Pierre II          | frère                    | 6 novembre 1656 avènement de son frère    | 12 septembre 1683 son avènement                | 26 ans, 10 mois et 6 jours |                                                                                      | Alphonse VI (6 novembre 1656 - 12 septembre 1683)                                                |
| Isabelle-Louise sa fille (6 janvier 1669 - 12 septembre 1683)                            | Pierre, duc de Beja futur Pierre II          | frère                    | 6 novembre 1656 avènement de son frère    | 12 septembre 1683 son avènement                | 26 ans, 10 mois et 6 jours |                                                                                      | Alphonse VI (6 novembre 1656 - 12 septembre 1683)                                                |
|                                                                                          | Isabelle-Louise, princesse de Beira          | fille                    | 12 septembre 1683 avènement de son père   | 30 août 1688 naissance de son demi-frère       | 4 ans, 11 mois et 18 jours | Nuno Álvares Pereira de Melo, duc de Cadaval son cousin                              | Pierre II (12 septembre 1683 - 9 décembre 1706)                                                  |
|                                                                                          | Jean, prince du Brésil                       | fils                     | 30 août 1688 sa naissance                 | 17 septembre 1688 son décès                    | 18 jours                   | Isabelle-Louise, princesse de Beira sa demi-sœur                                     | Pierre II (12 septembre 1683 - 9 décembre 1706)                                                  |
|                                                                                          | Isabelle-Louise, princesse de Beira          | fille                    | 17 septembre 1688 décès de son demi-frère | 22 octobre 1689 naissance de son demi-frère    | 1 an, 1 mois et 5 jours    | Nuno Álvares Pereira de Melo, duc de Cadaval son cousin                              | Pierre II (12 septembre 1683 - 9 décembre 1706)                                                  |
|                                                                                          | Jean, prince du Brésil futur Jean V          | fils                     | 22 octobre 1689 sa naissance              | 9 décembre 1706 son avènement                  | 17 ans, 1 mois et 17 jours | Isabelle-Louise, princesse de Beira sa demi-sœur (22 octobre 1689 - 21 octobre 1690) | Pierre II (12 septembre 1683 - 9 décembre 1706)                                                  |
| Nuno Álvares Pereira de Melo, duc de Cadaval son cousin (21 octobre 1690 - 25 mai 1691)  | Jean, prince du Brésil futur Jean V          | fils                     | 22 octobre 1689 sa naissance              | 9 décembre 1706 son avènement                  | 17 ans, 1 mois et 17 jours |                                                                                      | Pierre II (12 septembre 1683 - 9 décembre 1706)                                                  |
| François, duc de Beja son frère (25 mai 1691 - 9 décembre 1706)                          | Jean, prince du Brésil futur Jean V          | fils                     | 22 octobre 1689 sa naissance              | 9 décembre 1706 son avènement                  | 17 ans, 1 mois et 17 jours |                                                                                      | Pierre II (12 septembre 1683 - 9 décembre 1706)                                                  |
|                                                                                          | François, duc de Beja                        | frère                    | 9 décembre 1706 avènement de son frère    | 4 décembre 1711 naissance de sa nièce          | 4 ans, 11 mois et 25 jours | Antoine son frère                                                                    | Jean V (9 décembre 1706 - 31 juillet 1750)                                                       |
|                                                                                          | Marie-Barbara, princesse du Brésil           | fille                    | 4 décembre 1711 sa naissance              | 19 octobre 1712 naissance de son frère         | 10 mois et 15 jours        | François, duc de Beja son oncle                                                      | Jean V (9 décembre 1706 - 31 juillet 1750)                                                       |
|                                                                                          | Pierre, prince du Brésil                     | fils                     | 19 octobre 1712 sa naissance              | 29 octobre 1714 son décès                      | 2 ans et 10 jours          | Marie-Barbara, princesse de Beira sa sœur (19 octobre 1712 - 6 juin 1714)            | Jean V (9 décembre 1706 - 31 juillet 1750)                                                       |
| Joseph son frère (6 juin - 29 octobre 1714)                                              | Pierre, prince du Brésil                     | fils                     | 19 octobre 1712 sa naissance              | 29 octobre 1714 son décès                      | 2 ans et 10 jours          |                                                                                      | Jean V (9 décembre 1706 - 31 juillet 1750)                                                       |
|                                                                                          | Joseph, prince du Brésil futur Joseph Ier    | fils                     | 29 octobre 1714 décès de son frère        | 31 juillet 1750 son avènement                  | 35 ans, 9 mois et 2 jours  | Marie-Barbara, princesse de Beira sa sœur (29 octobre 1714 - 2 mai 1716)             | Jean V (9 décembre 1706 - 31 juillet 1750)                                                       |
| Charles son frère (2 mai 1716 - 17 décembre 1734)                                        | Joseph, prince du Brésil futur Joseph Ier    | fils                     | 29 octobre 1714 décès de son frère        | 31 juillet 1750 son avènement                  | 35 ans, 9 mois et 2 jours  |                                                                                      | Jean V (9 décembre 1706 - 31 juillet 1750)                                                       |
| Marie, princesse de Beira sa fille (17 décembre 1734 - 31 juillet 1750)                  | Joseph, prince du Brésil futur Joseph Ier    | fils                     | 29 octobre 1714 décès de son frère        | 31 juillet 1750 son avènement                  | 35 ans, 9 mois et 2 jours  |                                                                                      | Jean V (9 décembre 1706 - 31 juillet 1750)                                                       |
|                                                                                          | Marie, princesse du Brésil future Marie Ire  | fille                    | 31 juillet 1750 avènement de son père     | 24 février 1777 son avènement                  | 26 ans, 6 mois et 24 jours | Marie-Anne-Françoise sa sœur (31 juillet 1750 - 20 août 1761)                        | Joseph Ier (31 juillet 1750 - 24 février 1777)                                                   |
| Joseph, prince de Beira son fils (20 août 1761 - 24 février 1777)                        | Marie, princesse du Brésil future Marie Ire  | fille                    | 31 juillet 1750 avènement de son père     | 24 février 1777 son avènement                  | 26 ans, 6 mois et 24 jours |                                                                                      | Joseph Ier (31 juillet 1750 - 24 février 1777)                                                   |
|                                                                                          | Joseph, prince du Brésil                     | fils                     | 24 février 1777 avènement de sa mère      | 11 septembre 1788 son décès                    | 11 ans, 6 mois et 18 jours | Jean, duc de Beja son frère                                                          | Marie Ire (24 février 1777 - 20 mars 1816) et Pierre III (24 février 1777 - 25 mai 1786)         |
|                                                                                          | Jean, prince royal futur Jean VI             | fils                     | 11 septembre 1788 décès de son frère      | 20 mars 1816 son avènement                     | 27 ans, 6 mois et 9 jours  | Marie-Anne-Victoire sa sœur (11 septembre - 2 novembre 1788)                         | Marie Ire (24 février 1777 - 20 mars 1816) et Pierre III (24 février 1777 - 25 mai 1786)         |
| Pierre-Charles d'Espagne son neveu (2 novembre 1788 - 29 avril 1793)                     | Jean, prince royal futur Jean VI             | fils                     | 11 septembre 1788 décès de son frère      | 20 mars 1816 son avènement                     | 27 ans, 6 mois et 9 jours  |                                                                                      | Marie Ire (24 février 1777 - 20 mars 1816) et Pierre III (24 février 1777 - 25 mai 1786)         |
| Marie-Thérèse, princesse de Beira sa fille (29 avril 1793 - 21 mars 1795)                | Jean, prince royal futur Jean VI             | fils                     | 11 septembre 1788 décès de son frère      | 20 mars 1816 son avènement                     | 27 ans, 6 mois et 9 jours  |                                                                                      | Marie Ire (24 février 1777 - 20 mars 1816) et Pierre III (24 février 1777 - 25 mai 1786)         |
| François-Antoine, prince de Beira son fils (21 mars 1795 - 11 juin 1801)                 | Jean, prince royal futur Jean VI             | fils                     | 11 septembre 1788 décès de son frère      | 20 mars 1816 son avènement                     | 27 ans, 6 mois et 9 jours  |                                                                                      | Marie Ire (24 février 1777 - 20 mars 1816) et Pierre III (24 février 1777 - 25 mai 1786)         |
| Pierre, prince de Beira son fils (11 juin 1801 - 20 mars 1816)                           | Jean, prince royal futur Jean VI             | fils                     | 11 septembre 1788 décès de son frère      | 20 mars 1816 son avènement                     | 27 ans, 6 mois et 9 jours  |                                                                                      | Marie Ire (24 février 1777 - 20 mars 1816) et Pierre III (24 février 1777 - 25 mai 1786)         |
|                                                                                          | Pierre, empereur du Brésil futur Pierre IV   | fils                     | 20 mars 1816 avènement de son père        | 10 mars 1826 son avènement                     | 9 ans, 11 mois et 18 jours | Michel, duc de Beja son frère (20 mars 1816 - 4 avril 1819)                          | Jean VI (20 mars 1816 - 10 mars 1826)                                                            |
| Marie, princesse de Beira sa fille (4 avril 1819 - 26 avril 1820)                        | Pierre, empereur du Brésil futur Pierre IV   | fils                     | 20 mars 1816 avènement de son père        | 10 mars 1826 son avènement                     | 9 ans, 11 mois et 18 jours |                                                                                      | Jean VI (20 mars 1816 - 10 mars 1826)                                                            |
| Michel, prince de Beira son fils (26 avril 1820)                                         | Pierre, empereur du Brésil futur Pierre IV   | fils                     | 20 mars 1816 avènement de son père        | 10 mars 1826 son avènement                     | 9 ans, 11 mois et 18 jours |                                                                                      | Jean VI (20 mars 1816 - 10 mars 1826)                                                            |
| Marie, princesse de Beira sa fille (26 avril 1820 - 6 mars 1821)                         | Pierre, empereur du Brésil futur Pierre IV   | fils                     | 20 mars 1816 avènement de son père        | 10 mars 1826 son avènement                     | 9 ans, 11 mois et 18 jours |                                                                                      | Jean VI (20 mars 1816 - 10 mars 1826)                                                            |
| Jean-Charles, prince de Beira son fils (6 mars 1821 - 4 février 1822)                    | Pierre, empereur du Brésil futur Pierre IV   | fils                     | 20 mars 1816 avènement de son père        | 10 mars 1826 son avènement                     | 9 ans, 11 mois et 18 jours |                                                                                      | Jean VI (20 mars 1816 - 10 mars 1826)                                                            |
| Marie, princesse de Beira sa fille (4 février 1822 - 10 mars 1826)                       | Pierre, empereur du Brésil futur Pierre IV   | fils                     | 20 mars 1816 avènement de son père        | 10 mars 1826 son avènement                     | 9 ans, 11 mois et 18 jours |                                                                                      | Jean VI (20 mars 1816 - 10 mars 1826)                                                            |
|                                                                                          | Marie, duchesse de Bragance                  | fille                    | 10 mars 1826 avènement de son père        | 2 mai 1826 son avènement                       | 1 mois et 22 jours         | Michel, duc de Beja son oncle                                                        | Pierre IV (10 mars - 2 mai 1826)                                                                 |
|                                                                                          | Michel, duc de Beja futur Michel Ier         | oncle                    | 2 mai 1826 avènement de sa nièce          | 23 juin 1828 son avènement                     | 2 ans, 1 mois et 21 jours  | Marie-Thérèse sa sœur                                                                | Marie II (2 mai 1826 - 23 juin 1828)                                                             |
|                                                                                          | Marie-Thérèse                                | sœur                     | 23 juin 1828 avènement de son frère       | 26 mai 1834 restauration de Marie II           | 5 ans, 11 mois et 3 jours  | Sébastien de Bourbon son fils                                                        | Michel Ier (23 juin 1828 - 26 mai 1834)                                                          |
|                                                                                          | Michel                                       | oncle                    | 26 mai 1834 restauration de sa nièce      | 16 septembre 1837 naissance de son petit-neveu | 3 ans, 3 mois et 21 jours  | Marie-Thérèse sa sœur                                                                | Marie II (26 mai 1834 - 15 novembre 1853) et Ferdinand II (16 septembre 1837 - 15 novembre 1853) |
|                                                                                          | Pierre, prince royal futur Pierre V          | fils                     | 16 septembre 1837 sa naissance            | 15 novembre 1853 son avènement                 | 16 ans, 1 mois et 30 jours | Michel son grand-oncle (16 septembre 1837 - 4 avril 1838)                            | Marie II (26 mai 1834 - 15 novembre 1853) et Ferdinand II (16 septembre 1837 - 15 novembre 1853) |
| Marie-Thérèse sa grand-tante (4 avril - 31 octobre 1838)                                 | Pierre, prince royal futur Pierre V          | fils                     | 16 septembre 1837 sa naissance            | 15 novembre 1853 son avènement                 | 16 ans, 1 mois et 30 jours |                                                                                      | Marie II (26 mai 1834 - 15 novembre 1853) et Ferdinand II (16 septembre 1837 - 15 novembre 1853) |
| Louis, duc de Porto son frère (31 octobre 1838 - 15 novembre 1853)                       | Pierre, prince royal futur Pierre V          | fils                     | 16 septembre 1837 sa naissance            | 15 novembre 1853 son avènement                 | 16 ans, 1 mois et 30 jours |                                                                                      | Marie II (26 mai 1834 - 15 novembre 1853) et Ferdinand II (16 septembre 1837 - 15 novembre 1853) |

### Maison de Saxe-Cobourg-Gotha (1853-1910)
| Héritier                                                                  | Héritier                                | Parenté avec le monarque | Devient héritier                        | Cesse d'être héritier                                   | Durée                      | 2e dans l'ordre de succession parenté avec l'héritier, dates            | Nom du monarque dates de règne                   |
| Portrait                                                                  | Nom                                     | Parenté avec le monarque | Devient héritier                        | Cesse d'être héritier                                   | Durée                      | 2e dans l'ordre de succession parenté avec l'héritier, dates            | Nom du monarque dates de règne                   |
| ------------------------------------------------------------------------- | --------------------------------------- | ------------------------ | --------------------------------------- | ------------------------------------------------------- | -------------------------- | ----------------------------------------------------------------------- | ------------------------------------------------ |
|                                                                           | Louis, duc de Porto futur Louis Ier     | frère                    | 15 novembre 1853 avènement de son frère | 11 novembre 1861 son avènement                          | 7 ans, 11 mois et 27 jours | Jean, duc de Beja son frère                                             | Pierre V (15 novembre 1853 - 11 novembre 1861)   |
|                                                                           | Jean, duc de Beja                       | frère                    | 11 novembre 1861 avènement de son frère | 27 décembre 1861 son décès                              | 1 mois et 16 jours         | Auguste, duc de Coimbra son frère                                       | Louis Ier (11 novembre 1861 - 19 octobre 1889)   |
|                                                                           | Auguste, duc de Coimbra                 | frère                    | 27 décembre 1861 décès de son frère     | 28 septembre 1863 naissance de son neveu                | 1 an, 9 mois et 1 jour     | Isabelle-Marie de Bragance sa grand-tante                               | Louis Ier (11 novembre 1861 - 19 octobre 1889)   |
|                                                                           | Charles, prince royal futur Charles Ier | fils                     | 28 septembre 1863 sa naissance          | 19 octobre 1889 son avènement                           | 26 ans et 21 jours         | Auguste, duc de Coimbra son oncle (28 septembre 1863 - 31 juillet 1865) | Louis Ier (11 novembre 1861 - 19 octobre 1889)   |
| Alphonse, duc de Porto son frère (31 juillet 1865 - 21 mars 1887)         | Charles, prince royal futur Charles Ier | fils                     | 28 septembre 1863 sa naissance          | 19 octobre 1889 son avènement                           | 26 ans et 21 jours         |                                                                         | Louis Ier (11 novembre 1861 - 19 octobre 1889)   |
| Louis-Philippe, prince de Beira son fils (21 mars 1887 - 19 octobre 1889) | Charles, prince royal futur Charles Ier | fils                     | 28 septembre 1863 sa naissance          | 19 octobre 1889 son avènement                           | 26 ans et 21 jours         |                                                                         | Louis Ier (11 novembre 1861 - 19 octobre 1889)   |
|                                                                           | Louis-Philippe, prince royal            | fils                     | 19 octobre 1889 avènement de son père   | 1er février 1908 son décès                              | 18 ans, 3 mois et 13 jours | Alphonse, duc de Porto son oncle (19 octobre - 15 novembre 1889)        | Charles Ier (19 octobre 1889 - 1er février 1908) |
| Manuel, duc de Beja son frère (15 novembre 1889 - 1er février 1908)       | Louis-Philippe, prince royal            | fils                     | 19 octobre 1889 avènement de son père   | 1er février 1908 son décès                              | 18 ans, 3 mois et 13 jours |                                                                         | Charles Ier (19 octobre 1889 - 1er février 1908) |
|                                                                           | Alphonse, duc de Porto                  | oncle                    | 1er février 1908 avènement de son neveu | 5 octobre 1910 proclamation de la République portugaise | 2 ans, 8 mois et 4 jours   | Michel son cousin                                                       | Manuel II (1er février 1908 - 5 octobre 1910)    |